# L'Enfant et les Magiciens
L'Enfant et les Magiciens est un téléfilm français réalisé par Philippe Arnal, sorti en 1982, avec Alexandre Sterling et Magali Noël.

## Synopsis
Le jeune adolescent Christian est élevé par une mère sans tendresse et un père égoïste. À la suite d'un accident les parents meurent et le voilà orphelin. Pris en charge par sa tante Marguerite et son oncle Raphaël, Christian quitte la ville de son enfance. Christian découvre que ses nouveaux parents sont de vrais sorciers...

## Distribution
- Alexandre Sterling : Christian adolescent
- Magali Noël : Marguerite
- Étienne Bierry : Raphaël
- Alain Libolt : Christian adulte
- Christiane Jean : Floriana